# 홍춘경
홍춘경(洪春卿, 1497년 ~ 1548년 3월 7일)은 조선의 문신이다. 본관은 남양(南陽), 자는 명중(明仲), 호는 석벽(石壁)이다. 병조참의를 지내고, 남녕부원군(南寧府院君)에 추증되었다.

## 생애
1522년(중종 17) 사마시에 합격하고 1528년(중종 23년) 식년문과에 을과로 급제하여 바로 권지 승문원 부정자(權知承文院副正字)가 되었다. 이듬해 홍문관 정자가 되었다가, 1530년 홍문관 저작, 정자를 지내고, 승문원 주서(承文院注書)가 되었다가 병으로 면직되었다. 이후 다시 홍문관 정자로 복직하여 다시 홍문관 저작이 되었다가 차자(箚子)를 올려 김안로(金安老)의 권력 남용을 탄핵하다가 면직되었다. 1531년 학관(學官)으로 서용된 뒤 다시 홍문관 정자에 임명되었다가 이후 시강원 설서(侍講院說書)로 전임되고 다시 시강원 사서(司書)로 승진하였다. 이후 사간원 정언, 병조좌랑, 예조좌랑을 거쳐 홍문관부수찬이 되었다. 부수찬으로 재직 중 사관을 두 번 겸직하고, 성균관전적에 임명되어 네 번을 전적에 재임명되었다.
홍문관 부제학으로 지제교(知製敎)를 맡았다가 1개월만에 강원도 도사(江原道都事)로 나갔다. 그 뒤 호조정랑이 되었다가 공조정랑이 되자 부모의 나이가 연로(年老)함을 이유로 들어 외직인 영평 현령(永平縣令)으로 나가게 해달라고 간청하였다. 이때 대제학이던 김안로는 홍문관에 선발한 인원이 적다는 이유로 반대하여 무산되었다. 이후 형조정랑, 공조정랑을 거쳐 1536년 문과 중시(重試)에 장원하였으나 풍저창수(豊儲倉守)로 전임되었다. 이때 명나라 조정에서 공용경(龔用卿)ㆍ오희맹(吳希孟) 두 공(公)을 우리나라에 조사(詔使)로 보내자 이들을 접대하는 원접사(遠接使)의 종사관(從事官)으로 명나라 사신을 수행하였다. 이어 1537년(중종 32년) 종부시 첨정(宗簿寺僉正), 성균관 사성(成均館司成)을 역임했다. 이후 사성·보덕·집의를 거쳐 예조참의에 올랐다. 1541년 성절사(聖節使)로 명나라에 다녀왔다.
김안로 일파가 몰락하자 그는 시강원문학(侍講院文學), 보덕(輔德)으로 승진하였고, 의정부검상(檢詳)이 되어 두 번을 역임했으며 얼마 뒤에 홍문관 부응교(弘文館副應敎)에 임명되었는데 이때 겸직 예문관 응교(藝文館應敎), 시강원 필선(侍講院弼善)을 겸임하였다. 이후 봉상시부정, 군자감부정(軍資監副正), 종부시정, 군기시정을 지내고, 사헌부집의, 사간원 사간을 지냈다. 이 때 가뭄이 극심하여 김안로의 패거리인 채무택(蔡無擇)을 석방하자는 여론이 나오자 그는 채무택의 석방을 반대하여 “간인(奸人)을 두호하는 것은 하늘의 뜻에 응하는 것이 아니다.”며 채무택의 석방을 적극적으로 반대하였다. 1540년(중종 36년) 통례원 통례(通禮院通禮)가 되고, 우통례(右通禮)를 거쳐 좌통례(左通禮)가 되었다가 곧 이어 통정대부(通政大夫) 예조참의에 임명되었다. 바로 공조참의가 되었다가 명나라에 사신이 파견될 때 성절사(聖節使)로 연경에 다녀왔다. 1541년 귀국 후 승정원 우승지에 임명되었으며, 이어 좌승지로 승진했다가 다시 승정원도승지가 되었다.
이어 황해도관찰사(黃海道觀察使)로 부임했다가 다시 내직으로 돌아와서 병조참의, 한성부우윤, 이조참의를 지냈다. 1543년 중종이 죽자 조정 신하들이 그가 글을 잘 짓는다고 하여 1545년(인종 1) 중종 재궁의 지문(誌文)을 짓도록 하여 중종의 관곽과 함께 묻게 하였다. 이어 예조참의, 공조참의, 병조참의를 역임하고 상호군(上護軍)과 대호군(大護軍)을 지냈다. 1547년(명종 2년)에 모친상을 당하여 묘소 옆에서 시묘살이를 했는데, 이때 병을 얻어 몸이 몹시 수척해져서 쓰러지자 부축한 채로 한성으로 들어왔다. 그러나 1548년(명종 3년) 3월 7일 살려내지 못하고 그대로 사망하였다. 명종은 부의(賻儀)를 내려주고 예관(禮官)을 보내어 조제(弔祭)하게 하였다. 1548년 9월 적성현(積城縣) 남면 상수리 송산(松山)에 있는 선영(先塋) 왼쪽, 조부 홍계정과 증조부 홍윤덕 묘소 남서편 위에 안장하였다. 그는 글씨와 문장에 뛰어났으며, 특히 김생체(金生體)를 잘 썼다. 또한 시문에 능하여 여러 편의 시문을 남겼다.

## 사후
사후 아들 홍성민이 숭정대부에 올랐으므로 증직으로 숭정대부 의정부좌찬성 겸 판의금부사에 증직되었다가, 다시 아들 홍성민이 광국공신과 평난공신에 녹훈되었으므로 특별히 증 순충 적덕 보조 공신(純忠積德補祚功臣) 대광보국숭록대부 의정부영의정 겸 영경연 관상감 성균관 춘추관사에 추증되고, 남녕부원군(南寧府院君)에 추봉되었다.

## 가족
- 증조부 : 홍경손(洪敬孫)
  - 조부 : 홍윤덕(洪潤德)
    - 부 : 홍계정(洪係貞)

  - 외조부 : 김기수(金期壽)
    - 모 : 언양 김씨(彦陽金氏)
    - 처부 : 이맹우(李孟友)
      - 부인 : 고성 이씨(固城李氏)
        - 아들 : 홍성민
          - 손자 : 홍서봉